# Neuzeug
Neuzeug ist eine Ortschaft und Katastralgemeinde in der Marktgemeinde Sierning in Oberösterreich.
Neuzeug ist neben dem Hauptort Sierning die einzige weitere Ortschaft der Gemeinde mit einem Ortsplatz, einer eigenen Volksschule und zwei Kindergärten. Neuzeug/Neuzeug-Sierninghofen befindet sich östlich von Sierning in den Niederungen der Steyr. Zur Ortschaft zählen viele weitere Ortsteile, die größten sind Sierninghofen, Gründberg und Steinfeld-Letten, wodurch Neuzeug insgesamt über mehr Einwohner verfügt als Sierning. Neuzeug wurde bereits 1451 urkundlich erwähnt und besaß früher mehrere eisenverarbeitende Betriebe. Knapp unterhalb von Letten errichtete Josef Werndl das Stammhaus seiner „Ersten Österreichischen Waffenfabriks AG“.

## Siehe auch

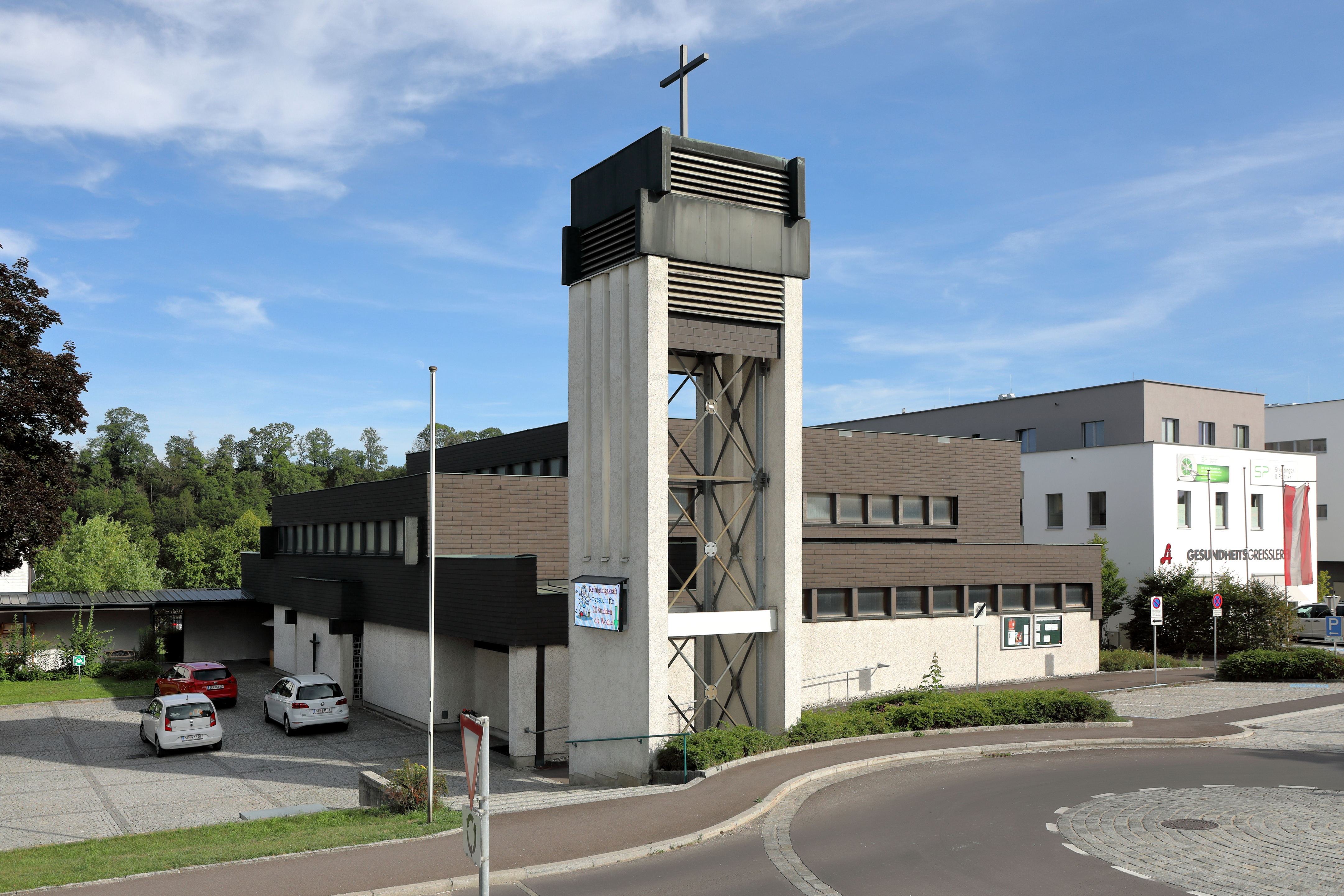
Pfarrkirche hl. Berthold der Pfarre Sierninghofen-Neuzeug; 1971 geweiht